# Okondo
Okondo község Spanyolországban, Arabában. Lakosainak száma 1194 fő (2024).

## Földrajza
Okondo Gueñes, Arrankudiaga, Gordexola, Ayala/Aiara és Laudio/Llodio községekkel határos.

## Népesség
A település lakosságának változását az alábbi diagram mutatja:
| Lakosok száma | 854  | 1004 | 1032 | 1087 | 1155 | 1158 | 1171 | 1188 | 1196 | 1194 |
|               | 2001 | 2004 | 2006 | 2009 | 2011 | 2014 | 2016 | 2019 | 2021 | 2024 |